# یگان ۸۴۰
یگان ۸۴۰ یک یگان عملیاتی مخفی در نیروی قدس سپاه پاسداران انقلاب اسلامی است که مسئولیت انجام عملیات مخفیانه در خارج از ایران را بر عهده دارد. این یگان با توطئه‌های ترور، فعالیت‌های تروریستی و تلاش‌های بی‌ثبات‌کننده مرتبط است که مخالفان ایرانی، منافع اسرائیل و متحدان غربی در سراسر خاورمیانه، اروپا و آمریکای لاتین را هدف قرار می‌دهند.

## نمای کلی
یگان ۸۴۰ زیر نظر نیروی قدس، شاخه عملیات خارجی سپاه، که توسط آمریکا، کانادا، عربستان سعودی و چندین کشور دیگر به عنوان یک سازمان تروریستی شناخته می‌شود، فعالیت می‌کند. اعتقاد بر این است که این یگان بر جمع‌آوری اطلاعات، استخدام و اجرای مأموریت‌های مخفی، از جمله ترورهای هدفمند و آدم‌ربایی متمرکز است.

## رهبری و شخصیت‌های کلیدی
از سال ۱۴۰۴، یگان ۸۴۰ توسط یزدان میر (ملقب به سردار باقری) هدایت می‌شود که بر عملیات مخفی این یگان در سطح جهانی نظارت می‌کند. یکی از فرماندهان ارشد آن محمدرضا انصاری (با نام مستعار: برکیرسقی، مصطفی ناصری) است که توسط بریتانیا به دلیل دخالت در فعالیت‌های خصمانه از جمله ترور و تهدید جانی تعیین شده است. یکی از افراد کلیدی یگان ۸۴۰ سرهنگ حسن صیادخدایی بود که در ۱ خرداد ۱۴۰۱ در تهران ترور شد. منابع اطلاعاتی اسرائیل او را به عنوان عامل اصلی در طراحی حملات فرامرزی معرفی کردند. گزارش‌ها حاکی از آن است که او در توسعه عملیات‌هایی که جوامع اسرائیلی و یهودی را در سطح جهان هدف قرار می‌دهند، نقش بسزایی داشته است. چهره دیگر محسن بزرگ (نام واقعی محسن علی‌نژاد) است که عملیات اروپایی به ویژه «شبکه آلمانی» را رهبری می‌کند و با عواملی به نام «سربازان بزرگ» هماهنگ می‌کند.

## چهره‌های کلیدی شناخته شده
محمدعلی مینایی (ملقب به محمدی) - رئیس ایستگاه یگان ۸۴۰ عراق، همچنین مرتبط با یگان ۴۰۰ و شبکه حامد عبداللهی.
آوات حسینی فر - تسهیلگر در ترکیه، هماهنگی با عناصر جنایتکار برای پشتیبانی از عملیات لجستیکی یگان ۸۴۰.
حامد اصغری - مسئول حراست محسن فخری‌زاده (دانشمند هسته‌ای ایران)، بخشی از شبکه یگان ۸۴۰ که در عملیات اروپا مشارکت دارد.

## فعالیت‌ها و عملیات

### خاورمیانه و اسرائیل
یگان ۸۴۰ با عملیات‌های متعددی مرتبط است که منافع اسرائیل را هدف قرار می‌دهد. بر اساس گزارش‌ها، این یگان مسئول قرار دادن مواد منفجره در امتداد مرز اسرائیل و سوریه بود، عملیاتی که توسط نیروهای امنیتی اسرائیل خنثی شد. این یگان همچنین در تسلیح و آموزش شبه نظامیان تحت حمایت ایران که در سوریه و عراق فعالیت می‌کنند، نقش داشته است. همکاری با حزب‌الله و شبه‌نظامیان سوری برای ایجاد زیرساخت‌های تروریستی علیه اسرائیل، از جمله بمب‌های دست‌ساز و مین‌ها. این یگان همچنین از مسیرهای قاچاق مواد مخدر بین سوریه و اردن برای انتقال سلاح به حماس و جهاد اسلامی در کرانه باختری بهره‌برداری کرده است.

### اروپا
یگان ۸۴۰ در چندین توطئه ترور و کشتار هدفمند در سراسر اروپا و فراتر از آن شرکت داشت. در آلمان، شبکه ای به رهبری محسن بزرگ، معروف به محسن علینژاد کاری بزرگ، عواملی را برای جمع‌آوری اطلاعات و ترورهای هدفمند جذب می‌کند. این گروه که از آن به عنوان «سربازان بزرگ» یاد می‌شود، تمرکز خود را بر حذف مخالفان ایرانی، اسرائیلی‌ها و شخصیت‌های غربی گذاشته است.
یکی از سوء قصدهای شناخته شده مربوط به توطئه ای برای کشتن یک هنرمند اسرائیلی در آلمان بود. اما این حمله به دلیل تدابیر شدید امنیتی متوقف شد. قاتل از رامین یکتاپرست، یک گانگستر ایرانی-آلمانی با روابط نزدیک با سپاه، دستورهایی دریافت کرده بود. یکتاپرست همچنین با سازماندهی حملات به مؤسسات یهودی از جمله کنیسه‌ها در اسن و بوخوم مرتبط بوده است. عواملی مانند بابک ج. به دلیل مشارکت در اقدامات تروریستی دستگیر شدند.
در بریتانیا، یگان ۸۴۰ یک ترور معروف به توطئه «عروسی» را طراحی کرد. این عملیات شامل قراردادی ۲۰۰٬۰۰۰ دلاری برای ضربه زدن به دو مجری اخبار ایران اینترنشنال در لندن بود. با این حال، زمانی که یک قاچاقچی که به عنوان یک مأمور مضاعف کار می‌کرد، این نقشه را فاش کرد، این مأموریت خنثی شد. دستورهای مقامات بالاتر در این یگان تأکید کردند که این مأموریت باید «در هر شرایطی» انجام شود.
فراتر از آلمان و بریتانیا، یگان ۸۴۰ عملیات خود را به ترکیه و فرانسه گسترش داده است. یکی از نیروهای سپاه اعتراف کرد که قصد حمله علیه یک تبعه اسرائیلی در استانبول، یک ژنرال آمریکایی در آلمان و یک روزنامه‌نگار فرانسوی را داشته است. بر اساس گزارش‌ها، این یگان یک انگیزه مالی ۱۵۰٬۰۰۰ دلاری را در پیش ارائه کرده است، با وعده یک میلیون دلاری اضافی پس از اتمام موفقیت‌آمیز ترورها.
یگان ۸۴۰ همچنین از طریق شبکه‌های مجرمانه و پروکسی برای انجام اهداف خود و در عین حال به حداقل رساندن شناسایی عمل می‌کند. این یگان به‌طور فعال اعضای گروه‌های تبهکار محلی، از جمله مافیای لهستان، عوامل پاکستانی در آفریقا، و سازمان‌های قاچاق مواد مخدر را جذب می‌کند. در پاکستان، این شبکه با استفاده از عوامل آموزش دیده در ایران و سوریه، ترورهایی را در کنگو طراحی کرد. در همین حال، در لهستان، یگان ۸۴۰ با عناصر جنایتکار محلی در یک حمله نافرجام هواپیمای بدون سرنشین در ورشو که یک شخصیت اسرائیلی را هدف قرار داد، همکاری کرد. این تاکتیک‌های استخدام به یگان اجازه می‌دهد تا دسترسی خود را در سطح جهانی گسترش دهد و در عین حال از شبکه‌های جنایی موجود برای اجرای عملیات‌های پرخطر استفاده کند.

### آمریکای لاتین
در سال‌های اخیر، ایران تمرکز خود را بر آمریکای لاتین تشدید کرده است و به دنبال تقویت حضور ایدئولوژیک و سیاسی خود است. سفر سید ابراهیم رئیسی، رئیس‌جمهور سابق ایران به ونزوئلا، نیکاراگوئه و کوبا در خرداد ۱۴۰۲ بر این تعهد تأکید دارد. فراتر از تعاملات دیپلماتیک، ایران برای انتشار ایدئولوژی خود و گسترش نفوذ خود در سراسر آمریکای لاتین به سازمان‌هایی مانند حزب‌الله متکی است. گزارش‌ها نشان می‌دهد که یگان ۸۴۰ با حمایت از شبکه‌های مرتبط با حزب‌الله لبنان به دنبال گسترش نفوذ ایران در آمریکای لاتین بوده است. گفته می‌شود که این یگان در سازماندهی حملات علیه اهداف یهودی و اسرائیلی در منطقه دست داشته است. بمب‌گذاری سال ۱۳۷۳ در انجمن متقابل آرژانتین و اسرائیل در بوئنوس آیرس که منجر به کشته شدن ۸۵ نفر شد و تلاش برای ترور دو تاجر اسرائیلی در کلمبیا در سال ۱۴۰۰ نمونه‌هایی برای توانایی‌های این یگان است. بر اساس بررسی‌ها، این یگان توانایی زیادی در استفاده از منابع منطقه ای در عملیات بین‌المللی خود مانند ترن د آراگوا و سایر گروه‌های محلی در آمریکای لاتین دارد.

### واکنش بین‌المللی
ایالات متحده و متحدانش تحریم‌هایی را علیه یگان ۸۴۰ و افراد مرتبط با فعالیت‌های آن اعمال کرده‌اند. آژانس‌های امنیتی در کشورهای مختلف به نظارت و مقابله با تلاش‌های این یگان ادامه می‌دهند. اسرائیل فعالانه عوامل مرتبط با یگان ۸۴۰ را هدف قرار داده است که منجر به حذف چهره‌های کلیدی در ساختار فرماندهی خود شده است.